# L'Espérance oubliée
L'Espérance oubliée est un essai de Jacques Ellul paru en 1972 qui pose le problème de l'espérance dans notre société.

## Éditions
- Paris, Gallimard, collection Voies ouvertes, 1972
- 2e édition : Paris, La Table Ronde, collection Contretemps, 2004

## Présentation
Le monde est tel qu'il est. Avec Jacques Ellul, nous savons que c'est la société technicienne qui le gouverne, que la technique est autonome, et qu'il n'y a pas d'espoir de transformer le monde. Jacques Ellul montre ici que l'avenir est désespéré, et envisage le désespoir au sens kierkegaardien du terme. Car l'espoir n'est pas l'espérance. L'espoir, c'est l'entretien des illusions. L'espérance, c'est l'ouverture vers un autre monde, une mise en marche de l'homme pour acquérir sa liberté, même s'il sait que sa démarche est désespérée. Pour le dire avec les mots de Bernanos : « L'espérance est une vertu héroïque. On croit qu'il est facile d'espérer. Mais n'espèrent que ceux qui ont eu le courage de désespérer des illusions et des mensonges où ils trouvaient une sécurité qu'ils prenaient faussement pour de l'espérance ».
Ellul veut nous plonger dans la désespérante réalité du monde pour nous stimuler à l'action libératrice de l'espérance. Ce livre, Ellul le considérait comme central dans toute son œuvre. C'est, des livres qu'il a écrits, celui qu'il aimait le plus,. « En tout cas, au pessimisme très souvent attribué au sociologue, répond si on veut bien le considérer, la promesse prophétique du théologien qui ne cesse d'en appeler, même dans les situations les plus compromises et désespérées, à l'espérance, une espérance que nous avons selon lui, trop souvent oubliée ».

## Les grands axes du livre
Quatre chapitres structurent le livre.

### Mort de l'espérance au temps présent
Pour Ellul, nous vivons dans un monde clos. Malgré les possibilités techniques qui sont offertes à l'homme, celui-ci ne s'est jamais senti autant enfermé et impuissant. L'incertitude et la peur ne cessent de s'accroître alors que nous vivons dans une société la plus pacifiée et la plus assurée qui ait jamais existé. « Il faut en convenir : alors que les formes les plus massives de la violence et de la déchéance sociale ont été largement jugulées, le souci de sécurité est bien une préoccupation populaire, au sens fort du terme ». L'homme espère, mais il sait qu'il n'a pas d'avenir. Il espère, et cet espoir est totalement irrationnel. L'homme « ne veut pas admettre qu'il ne maîtrise pas son avenir, et multiplie alors les prévisions... ». Les valeurs sont perverties, inversées, et les hommes sont enchaînés sous prétexte de liberté. La Parole est morte, comme le souligne André Neher dans L'exil de la Parole : moins une chose existe, plus il faut en parler. Ainsi l'on crée, par exemple, un ministère de l'écologie au moment où l'écologie n'existe plus.
L'homme occidental moderne a tué le sacré ancien : la religion est désacralisée, la nature est désacralisée, Dieu lui-même est désacralisé (voir la mort de Dieu) par la technique. Mais l'homme ayant besoin de sacré pour exister, c'est la technique qui est à son tour sacralisée, et dans laquelle nous plaçons notre espoir. C'est ainsi que, concernant le nucléaire, par exemple, nous pouvons dire que nous trouverons une solution technique dans les années qui viennent pour gérer les déchets... Foi insensée placée dans la technique, dont on sait que les solutions posent plus de problèmes que les difficultés initiales ! La technique est une nouvelle magie, qui doit tout résoudre par cette formule : on n'arrête pas le progrès. Ce progrès, justement, est producteur de violence : mépris envers celui qui n'est pas à la page, qui ne possède pas le dernier gadget, la dernière invention...
D'après Jacques Ellul, notre société produit de la stérilité, et ceci à cause du soupçon. Non pas à cause du doute, qui est indispensable à l'esprit critique, mais bien du soupçon. Trois auteurs en seraient responsables : Marx, Nietzsche et Freud. Ces trois maîtres de la pensée contemporaine sont appelés par Paul Ricœur les « maîtres du soupçon ».

### Le temps de la déréliction
La déréliction, c'est « la perte des repères spirituels, (...) l’abandon de toute référence morale et politique autant dans le domaine privé que public ».
Dieu est absent de l'histoire des hommes, parce que l'homme n'a pas voulu de Lui. L'homme est autonome, et se retrouve face à lui-même, face à ses choix, face à sa propre histoire. Pour Thomas d'Aquin, c'est parce que le chrétien croit qu'il peut espérer. Mais Thomas d'Aquin confond ici espoir et espérance. Pour Ellul, aucun espoir n'est possible devant le silence de Dieu (et encore moins au sein d'une société obnubilée par la technique). Reste l'espérance, qui est d'une autre dimension que la foi.
Ce silence de Dieu, son retrait du monde, serait pour certains le signe que Dieu est mort. L'espérance se situerait précisément ici : croire que Dieu n'est pas mort, qu'il entend et qu'il répondra à nos prières. L'espérance, serait, au sein de notre désespoir, de continuer de faire confiance à Dieu, et d'agir comme si Dieu était avec nous. Pour Ellul, la marque de l'absence de Dieu doit pousser l'homme à l'action, même désespérée, pour améliorer la vie sur terre.
Enfin, l'église et la vie des chrétiens est le témoignage puissant de l'absence de Dieu : le chrétien se conforme à l'opinion moyenne de la société et justifie ses positions en utilisant la Bible à son avantage.

### L'espérance au temps de la déréliction
Jacques Ellul convient qu'il est impossible de donner une définition de l'espérance. En effet, donner à l'espérance un contenu précis  serait lui enlever toute sa capacité révolutionnaire et subversive. Ce serait la maîtriser. Néanmoins, on peut dire que l'espérance, c'est « la réponse de l'homme au silence de Dieu. (…) Quand Dieu se tait, il faut le forcer à parler. Quand Dieu se détourne, il faut le forcer à revenir. Quand Dieu semble mort, il faut le forcer à être. Et cela pourra prendre forme dans l'appel angoissé, la plainte, la lamentation, la prière de repentance. Et cela pourra prendre forme dans l'audace, dans la protestation, dans la violence contre Dieu, dans l'accusation. Tous les moyens sont bons pour l'espérance, dans son refus que Dieu soit absent. (…) L'espérance n'est ni paisible confiance, ni timide rejet sur le futur, ni stérile espoir, elle est effectivement la réponse totale, pleine, vigoureuse d'un homme total et ferme, en présence du refus de Dieu, de son silence et de son détournement. (…) Dans un sens, dès lors, on peut dire que l'espérance est blasphématoire. Elle refuse en effet la décision du silence de Dieu ». Ellul montre ici que l'espérance, c'est la résistance, c'est le refus du fatalisme et le refus de l'abandon de l'homme par Dieu. C'est le refus de toutes les déterminations et c'est vouloir sortir du champ des possibles.
C'est à ce point précis que l'on peut faire la distinction entre l'espérance et l'espoir. Frédéric Rognon explique : « L’espoir n’a de sens que lorsqu’il y a une issue possible : « Tant qu’il y a de la vie, il y a de l’espoir », car « le pire n’est pas toujours sûr », disent avec raison les adages populaires. L’espérance, au contraire, n’a de sens que lorsque le pire est tenu pour certain. L’espoir est la passion des possibles, l’espérance la passion de l’impossible ». Ou, comme l'a écrit J. De Visscher : « L’espoir appartient à l’horizon du calcul, de la réussite ou de la chance. On fait souvent référence à une situation espérée ou inespérée qui tourne bien. Dans l’attente, le narrateur de la Recherche de Proust espère avoir réussi sa conquête d’Albertine. L’espérance par contre est de l’ordre de la transcendance. Elle est au-delà de l’espoir et du désespoir, de la chance et de la malchance. L’espérance est de l’ordre du sacré, du salut en dépit de... », comme dit Ricœur.

### Ouvertures pour une éthique de l'espérance
Le constat du monde, même d'un point de vue chrétien, n'autorise aucun optimisme. L'avenir, quel qu'il soit, est sombre : crise financière, réchauffement climatique, sûreté nucléaire, etc. Se dire que tout ira bien, ou placer sa confiance dans l'évolution technologique, pensant que celle-ci nous préservera des maux prévisibles, c'est la dynamique de l'espoir, c'est la dynamique de la pensée magique. Jacques Ellul était-il donc pessimiste ? « Jacques Ellul, toute sa vie durant, a tenté de fermer les fausses issues du faux espoir de l’homme, ce que l’on a pris pour du pessimisme : il a simplement voulu rappeler que s’il y a des chances de gagner, l’espérance n’a aucune place, car elle fait appel non à la dernière ressource de l’homme mais à la décision extrinsèque qui seule peut tout transformer. L’espérance ne se réjouit pas de ce que Dieu nous laisse les mains libres, elle exige qu’il parle parce que sans la présence du Tout-Autre, l’homme ne peut aller que de ruines en désastres : elle veut donc le forcer à revenir. L’homme devient libre lorsqu’il décide d’espérer et d’imposer à Dieu son espérance ».Comme l'indique Marc Schweyer : « Pessimisme et espérance sont liés car l'ouverture à l'espérance passe par la critique de toutes les illusions ».
Selon Jacques Ellul, face à l'optimisme et face au pessimisme, l'homme devrait mener des actions concrètes dans les directions suivantes.
- D'abord, la liberté. L'homme doit être mû par la recherche de la liberté, car « la liberté, c'est l'expression éthique de l'homme qui espère. L'espérance, c'est la relation avec Dieu de l'homme libéré par Dieu ».
- Ensuite, la relativité. L'action de l'homme dans le monde est très relative, puisqu'un même lieu, la mort, attend tous les hommes. Et les grandes idéologies qui rassemblent les foules sont elles-mêmes relatives, puisqu'il suffit d'amener les hommes politiques au pouvoir pour s'apercevoir qu'ils ne se conforment pas à leurs idéologies, et qu'ils ne le peuvent pas (cf. L'Illusion politique) « Pour libérer l'homme, le seul travail important est la relativisation impitoyable de toutes les grandes causes, de toutes les croyances, de toutes les idéologies ». Pour Ellul, cette relativisation n'a qu'un seul moyen d'exister : il faut un absolu, transcendant, qui permette à l'homme de prendre le recul nécessaire face aux idéologies qui l'aliènent. Cet absolu, Ellul témoigne qu'il le découvre dans le Dieu chrétien, « le libérateur " de toutes les idéologies. Cette relativisation n'est pas une acceptation fataliste de la réalité telle qu'elle s'impose à l'homme. Au contraire, il s'agit plutôt d'« accepter de travailler avec passion, avec amour, avec joie, avec intérêt, dans quelque chose de totalement relatif et secondaire ». C'est finalement ne pas croire que l'action de l'homme soit déterminante, et qu'elle soit le tout de l'homme. Stéphane Lavignotte précise : « Certes, la technique, l’État, l’administration semblent puissants dans la réalité mais dans leur légitimité, ils ne sont rien : ils ne sont absolus que parce que nous les croyons absolus ».
- Enfin, la contestation menée dans l'incognito. L'espérance ne peut pas s'incarner dans une organisation. L'espérance s'exprime dans la contestation des systèmes en place, « l'espérance conduit forcément à une attitude révolutionnaire radicale, mais quel que soit le milieu dans lequel on se trouve, c'est-à-dire révolution par rapport à la conformité sociale, mais aussi bien révolution dans la révolution ». Ce qui semble signifier que la contestation de l'espérance est un combat sans fin, puisque l'homme ne devrait jamais se satisfaire de la situation dans laquelle il se trouve, et ne jamais abandonner le combat de la liberté. L'espérance « est jugement du monde et changement de tous les hommes en tous lieux ».

## Réception
L'espérance oubliée est décrite par Henri de Grandmaison comme une « méditation sur l'homme occidental seul, angoissé, perdu au milieu de ses richesses et qui, comme le disait le poète 
Villon, « meurt de soif au bord de la fontaine » ».
Olivier Abel, philosophe protestant, est intervenu sur le thème "Jacques Ellul, penseur de l’espérance" lors du Colloque Ellul, au Centre Ha de Bordeaux le 17/09/04, à l'occasion des 10 ans de la mort de Jacques Ellul.

## Citations en ligne
- Sur l'Agora : [lire en ligne]
- Sur le blog des cahiers Jérémie : [lire en ligne][PDF]